# تاماس هورفاث (لاعب كرة قدم مجري)
تاماس هورفاث (بالمجرية: Horváth Tamás)‏ (29 أبريل 1991 في المجر - ) هو لاعب كرة قدم مجري في مركز الوسط. لعب مع Kaposvári Rákóczi FC ‏.

## وصلات خارجية
- تاماس هورفاث (لاعب كرة قدم مجري) على موقع قاعدة بيانات كرة القدم.إي يو (الإنجليزية)